# Lucius Calpurnius Bestia (konsul)
Lucius Calpurnius Bestia var en romersk politiker.
Bestia uppträdde mot Gaius Gracchus 121 f.Kr. och var sedan förkämpe för den aristokratiska reaktionen i Rom. Som konsul 111 f.Kr. började han kriget mot Jugurtha, men lät slutligen muta sig till fred. Han ställdes då under åtal och gick senare i frivillig landsflykt. 